# Adhortatief
De adhortatief, adhortativus, hortativus of aansporende wijs is de aansporende werkwoordsvorm en is een minder bevelende en archaïsche vorm van de imperatief. De benaming is afgeleid van het Latijnse werkwoord hortari (aansporen). Men kan deze in het Nederlands het beste vertalen met het werkwoord laten.

## Context
Alleen aan de context kan gezien worden om wat voor coniunctivus het gaat. In de meeste gevallen kan het ook worden vertaald als wens, de zogenaamde optativus. In dat geval moet de coniunctivus met "moge" worden vertaald. Hoewel de inhoud niet verloren gaat, geeft het wel een klein nuanceverschil in de vertaling.

## Voorbeelden
- Fugiamus!
Laten wij vluchten!
- Finiam.
Laat ik (maar) stoppen.
- Oremus.
Laat ons bidden/Laten wij bidden.
- Eamus!
Laten we gaan!
- Eamus in pace!
Moge we gaan in vrede!

Andere vormen van adhortatieven zijn "laet u niet vergheten" en "laat dit niet weer gebeuren".